# Karl-Heinz Kohl
Karl-Heinz Kohl (* 24. November 1948 in Fürth) ist ein deutscher Ethnologe und Religionswissenschaftler. Er ist emeritierter Professor für Kultur- und Völkerkunde der Goethe-Universität Frankfurt am Main und war von 1996 bis 2016 Direktor des Frobenius-Instituts für kulturanthropologische Forschung.

## Forschung
Von 1968 bis 1975 studierte Karl-Heinz Kohl Religions- und Geistesgeschichte, Geschichte und Philosophie, Religionswissenschaft und Ethnologie an der Universität Erlangen und an der Freien Universität Berlin (u. a. bei Fritz W. Kramer). Nach dem Magisterexamen 1975 folgte ein erster Forschungsaufenthalt in Mittelflores und Westneuguinea. Nach Tätigkeiten als wissenschaftlicher Mitarbeiter an den Universitäten Utrecht (bei Jacques Waardenburg) und Berlin promovierte er 1980 an der FU Berlin bei Joachim Moebus mit einer Arbeit über Das Bild vom Guten Wilden und die Erfahrung der Zivilisation. 
Der Promotion folgten eine Tätigkeit als wissenschaftlicher Leiter einer Ausstellung im Martin-Gropius-Bau und als wissenschaftlicher Mitarbeiter am Institut für Religionswissenschaft der FU Berlin. 1985 vertrat Kohl die Professur für Ethnologie von Ernst Wilhelm Müller an der Universität Mainz. Im Jahr darauf habilitierte er sich an der Freien Universität Berlin im Fach Religionswissenschaften. Von 1985 bis 1988 forschte er in einem von der Volkswagenstiftung finanzierten Drittmittelprojekt Zur Widerstandsfähigkeit traditioneller Lebensformen und Religionssysteme in Ost-Flores.
Kohl wurde 1988 zum Professor für Allgemeine Ethnologie am Institut für Ethnologie und Afrikastudien der Universität Mainz berufen. Von 1996 bis zu seiner Emeritierung 2016 war Karl-Heinz Kohl Professor für Kultur- und Völkerkunde am Institut für Ethnologie an der Goethe-Universität Frankfurt am Main und zugleich Direktor des Frobenius-Instituts. In dieser Funktion war er auch Herausgeber der Fachzeitschrift Paideuma. 2001/02 hatte er die Theodor-Heuss-Professur an der New School in New York inne.
Kohl war von 2007 bis 2011 Vorsitzender der Deutschen Gesellschaft für Völkerkunde und ist seit 2006 ordentliches Mitglied in der Geisteswissenschaftlichen Klasse der Berlin-Brandenburgischen Akademie der Wissenschaften.
2024 wurde Kohl der Sigmund-Freud-Preis für wissenschaftliche Prosa von der Deutschen Akademie für Sprache und Dichtung zuerkannt.

## Ausstellungen (Auswahl)
- 1980–1981: Mythen der Neuen Welt. Zur Entdeckungsgeschichte Lateinamerikas, Martin-Gropius-Bau, West-Berlin
- 1996: Das exotische Ding. Geschichten einer Sammlung, Universität Mainz
- 2001–2002: New Heimat im Kunstverein Frankfurt am Main

## Veröffentlichungen (Auswahl)
Monographien:
- Exotik als Beruf. Zum Begriff der ethnographischen Erfahrung bei B. Malinowski, E. E. Evans-Pritchard und C. Lévi-Strauss (= Studien und Materialien der anthropologischen Forschung, Bd. 4, Nr. 1). Wiesbaden: Heymann, 1979, XVIII + 123 S.; Neuauflage: Campus, Frankfurt am Main/New York, 1986.
- Entzauberter Blick. Das Bild vom guten Wilden und die Erfahrung der Zivilisation. Berlin: Medusa, 1981; Neuauflage: Suhrkamp, Frankfurt am Main, 1986.
- Abwehr und Verlangen. Zur Geschichte der Ethnologie. Frankfurt am Main/New York: Campus Verlag/Edition Qumran, 1987.
- Ethnologie – die Wissenschaft vom kulturell Fremden. Eine Einführung. München: C. H. Beck, 1993; 3. Auflage 2012.
- Der Tod der Reisjungfrau. Mythen, Kulte und Allianzen in einer ostindonesischen Lokalkultur. (= Religionsethnologische Studien des Frobenius-Instituts Frankfurt am Main. Bd. 1). Stuttgart/Berlin/Köln: Kohlhammer, 1998.
- Die Macht der Dinge. Geschichte und Theorie sakraler Objekte. München: Beck, 2003.
- Raran Tonu Wujo. Aspek-aspek inti sebuah budaya lokal di Flores Timur. Maumere: Penerbit Ledalero, 2009.
- Das Humboldt Forum und die Ethnologie. Ein Gespräch zwischen Karl-Heinz Kohl, Fritz Kramer, Johann Michael Möller, Gereon Sievernich und Gisela Völger. Frankfurt am Main: Kula Verlag, 2019.
- Powerful Things. History and Theory of Sacred Objects. Canon Pyon: Sean Kingston Publishing, 2020.
- Neun Stämme. Das Erbe der Indigenen und die Wurzeln der Moderne. München: C.H. Beck, 2024

Herausgeber:
- Mythen der neuen Welt. Zur Entdeckungsgeschichte Lateinamerikas. Berlin: Frölich & Kaufmann, 1982.
- mit Hartmut Zinser und Friedrich Stentzler: Foedera naturai. Klaus Heinrich zum 60. Geburtstag. Würzburg: Königshausen & Neumann, 1989.
- mit Heinzarnold Muszinski und Ivo Strecker: Die Vielfalt der Kultur. Ethnologische Aspekte von Verwandtschaft, Kunst und Weltauffassung. Ernst Wilhelm Müller zum 65. Geburtstag. Berlin: Reimer, 1990.
- Mythen im Kontext. Ethnologische Perspektiven. Frankfurt am Main: Campus, 1992.
- mit Hubert Cancik und Burkhard Gladigow: Gesetz–Kult (= Handbuch religionswissenschaftlicher Grundbegriffe. Bd. 3). Stuttgart/Berlin/Köln: Kohlhammer, 1993.
- Das exotische Ding. Geschichten einer Sammlung (Ausstellungskatalog). Mainz: Institut für Ethnologie und Afrika-Studien der Johannes Gutenberg-Universität Mainz, 1996.
- mit Hubert Cancik und Burkhard Gladigow: Kultbild–Rolle (= Handbuch religionswissenschaftlicher Grundbegriffe. Bd. 4). Stuttgart/Berlin/Köln: Kohlhammer, 1998.
- mit Christian F. Feest: Hauptwerke der Ethnologie (= Kröners Taschenausgabe. Band 380). Kröner, Stuttgart 2001, ISBN 3-520-38001-3.
- mit Nicolaus Schafhausen: New Heimat (Ausstellungskatalog Frankfurter Kunstverein). New York: Lukas & Sternberg, 2001.
- mit Hubert Cancik und Burkhard Gladigow: Säkularisierung–Zwischenwesen (= Handbuch religionswissenschaftlicher Grundbegriffe. Bd. 5). Stuttgart/Berlin/Köln: Kohlhammer, 2001.
- mit Editha Platte: Gestalter und Gestalten. Hundert Jahre Völkerkunde in Frankfurt am Main. Frankfurt am Main: Strömfeld, 2006.
- mit Holger Jebens: The End of Anthropology? Wantage: Sean Kingston 2011.
- mit Christoph Johannes Franzen und Marie-Luise Recker: Der Kaiser und sein Forscher. Der Briefwechsel zwischen Wilhelm II. und Leo Frobenius (1924-1938). Stuttgart: Kohlhammer, 2012.
- mit Richard Kuba und Hélène Ivanoff: Kunst der Vorzeit. Felsbilder aus der Sammlung Frobenius (Ausstellungskatalog Martin-Gropius-Bau Berlin) München, London, New York: Prestel, 2016.